# Muzeum Pojezierza Myśliborskiego
Muzeum Pojezierza Myśliborskiego – znajduje się w Myśliborzu, w województwie zachodniopomorskim. Od 1979 mieści się w zabytkowej, gotyckiej kaplicy św. Ducha.
Muzeum posiada cztery sale ekspozycyjne.

## Sala I Myślibórz we wczesnym średniowieczu
Ekspozycja obejmuje przedmioty pozyskane z odkrywek archeologicznych prowadzonych na grodzisku „Sołdzin” (pierwsza nazwa Myśliborza). Eksponaty pochodzą z okresu wczesnego średniowiecza (VIII–XII w.) oraz okresu kultury łużyckiej (VI w. p.n.e.).

## Sala II Z dziejów Myśliborza
Zbiory dotyczą historii Myśliborza od XIV do XX w. Są tu prezentowane m.in. renesansowe kafle piecowe, zastawy stołowe oraz naczynia cynowe, kufry i starodruki. Znajduje się tu również oryginał gotyckiego krucyfiksu z kapliczki Jerozolimskiej (figura Chrystusa – polichromowana, wykonana z drewna lipowego o wysokości 190 cm, krzyż z drewna dębowego o wys. 288 cm).

## Sala III Historia i etnografia
Sala poświęcona jest głównie okresowi II wojny światowej i pionierskim czasom zagospodarowywania terenu Ziemi Myśliborskiej przez Polaków. Można zobaczyć tu m.in. list żołnierza radzieckiego opisujący zdobycie Myśliborza, polskie dokumenty z pierwszych lat po wojnie, narzędzia i sprzęty gospodarstwa domowego z lat 40. i 50.

## Sala IV Galeria M
W sali organizowane są wystawy czasowe poświęcone głównie sztuce współczesnej (nie rzadziej niż raz w miesiącu). Organizowane są tu również odczyty, spotkania i koncerty.
Muzeum oprócz działalności wystawienniczej prowadzi szeroko zakrojoną działalność kulturalną. Jest organizatorem Międzynarodowych Plenerów Malarskich, w których uczestniczą artyści z Polski, Danii, Holandii, Niemiec, Szwecji i innych krajów. W murach muzeum często organizowane są dla szkół lekcje z historii i sztuki. Często również odbywają się tu koncerty, odczyty i spotkania z ciekawymi ludźmi.
Jednostką Muzeum jest Ośrodek Edukacji Plastycznej mieszczący się w zabytkowej kaplicy św. Gertrudy. W ośrodku prowadzone są zajęcia zarówno z dziećmi i młodzieżą szkolną, jak i osobami dorosłymi.

Galeria
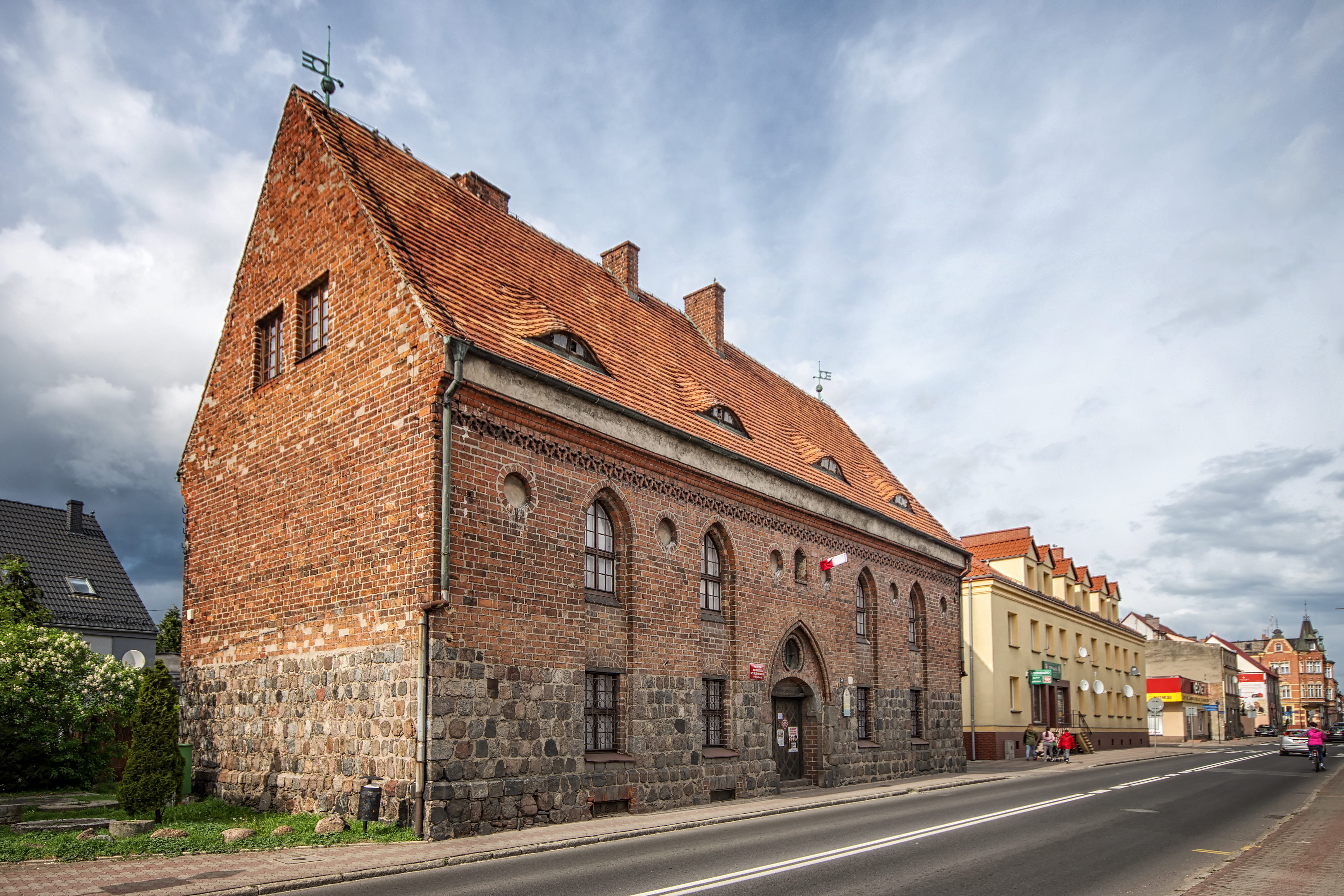
Siedziba Muzeum Pojezierza Myśliborskiego
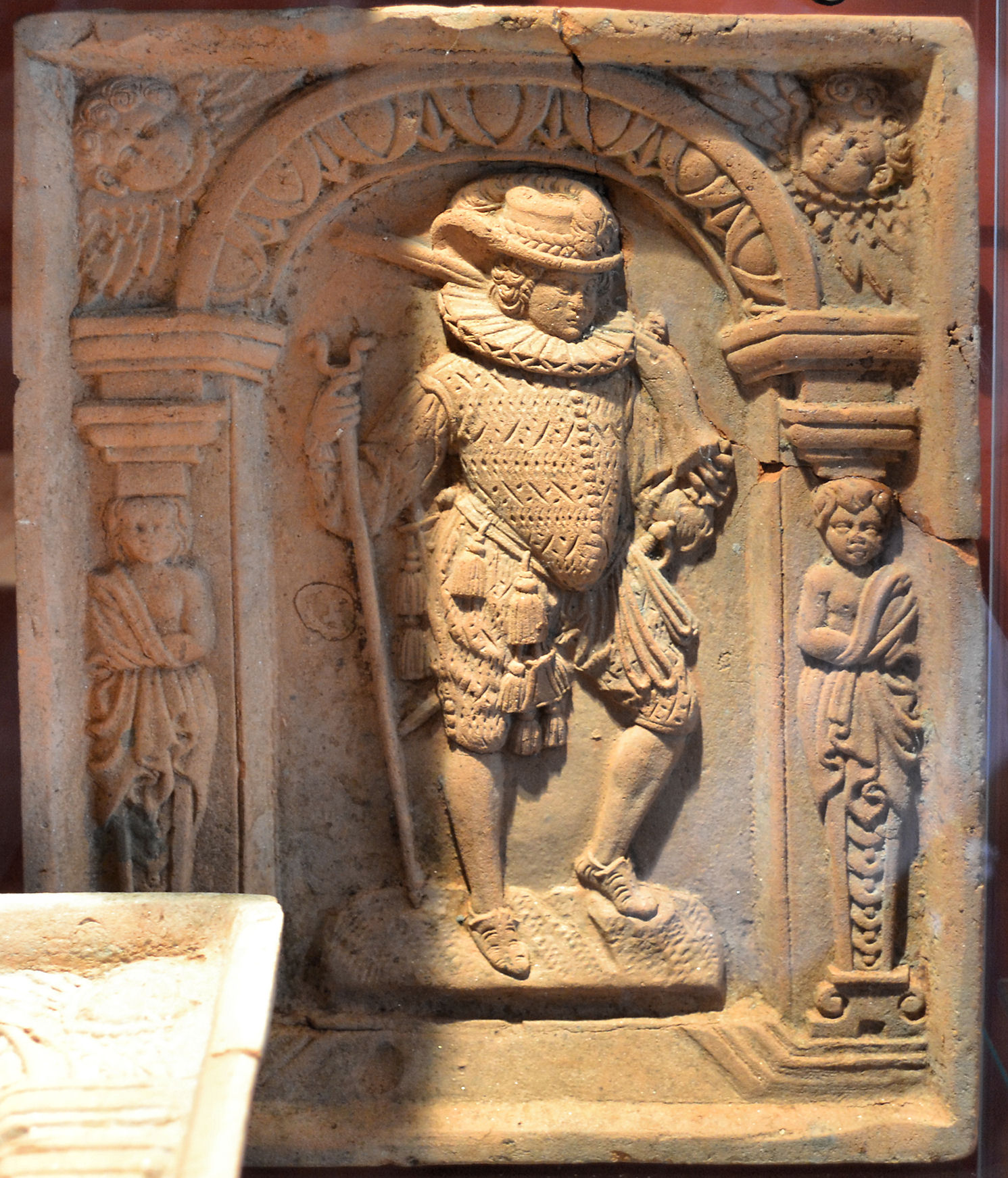
Renesansowy kafel piecowy
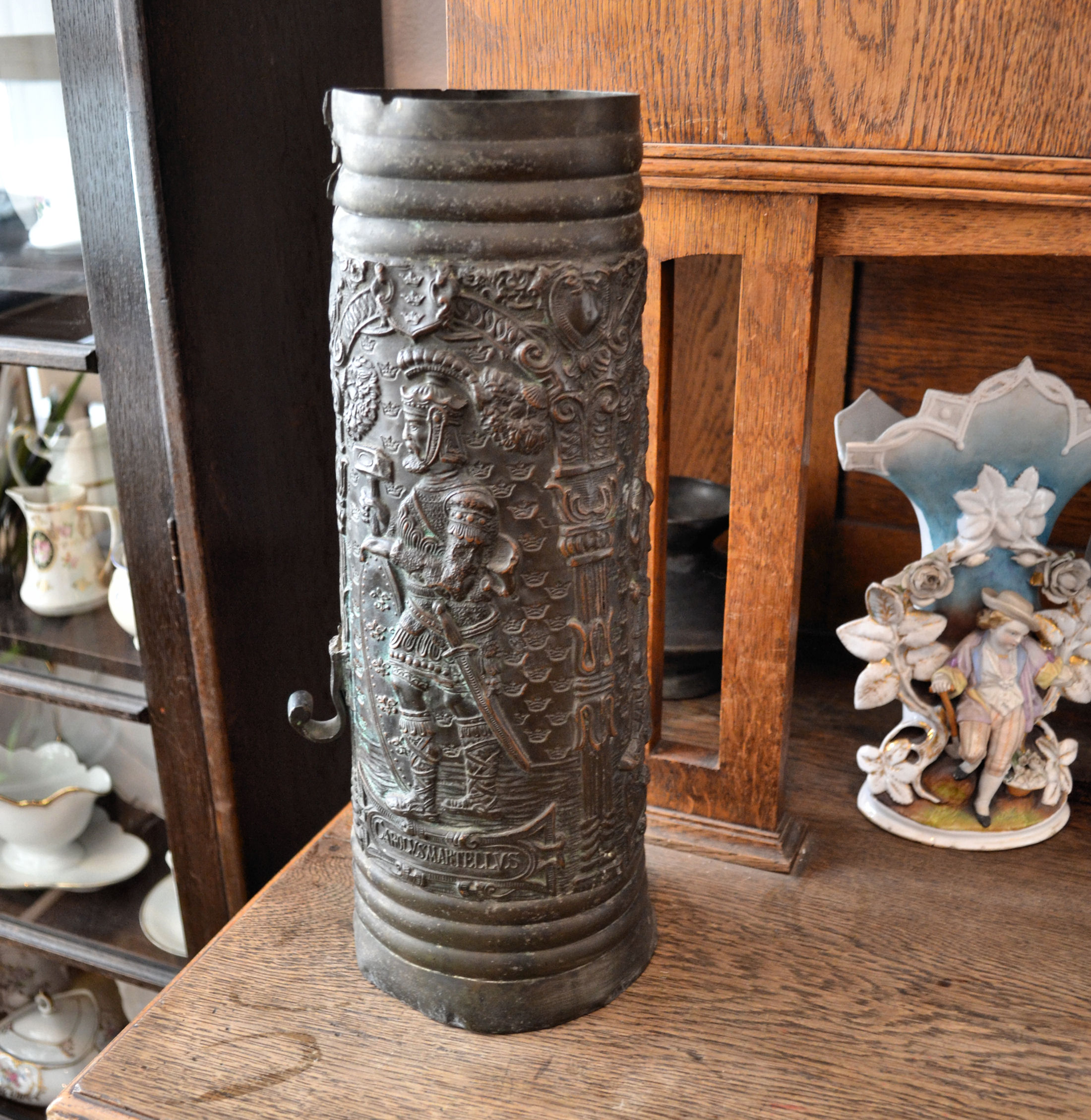
Naczynie cynowe
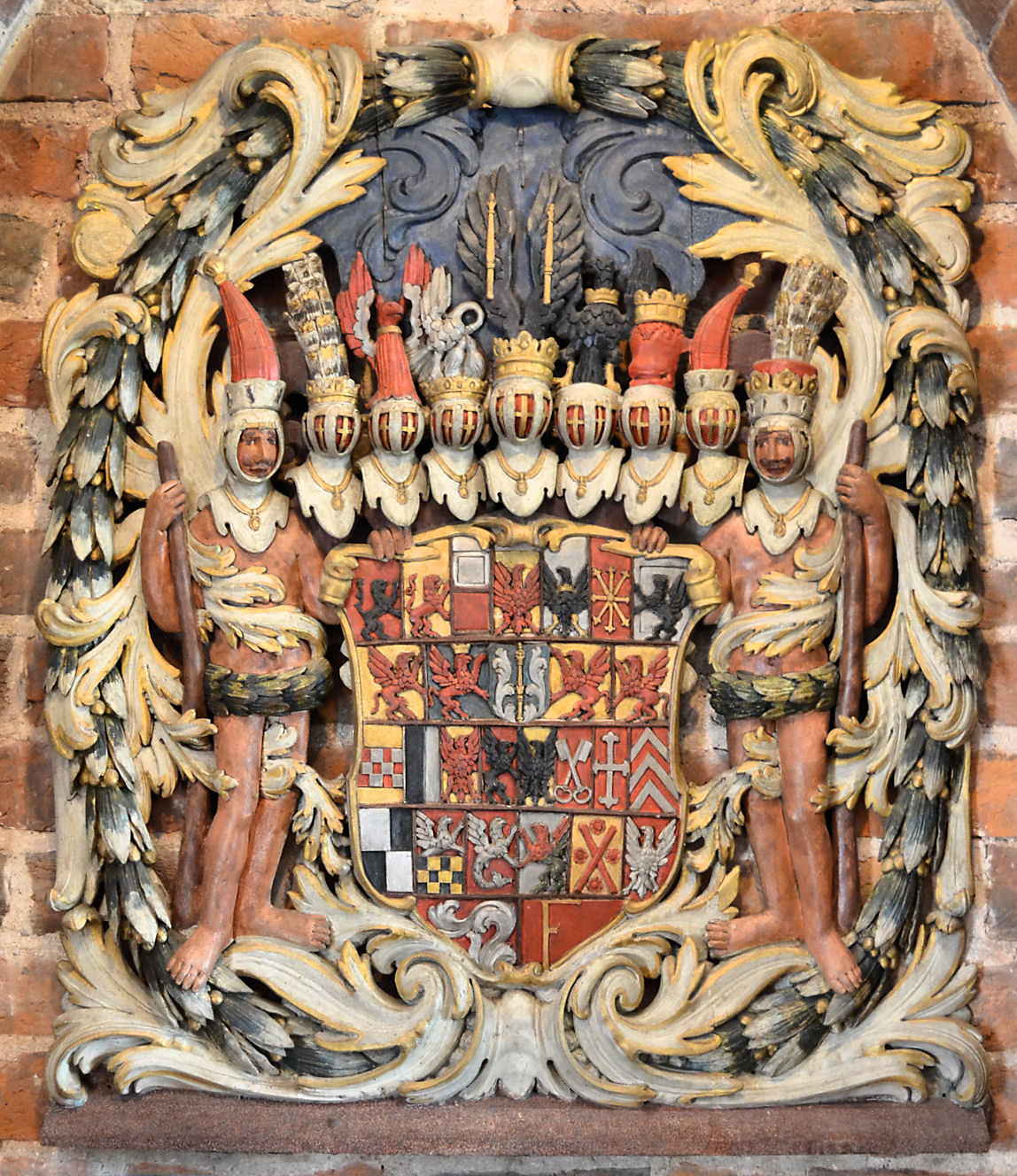
Kartusz herbowy
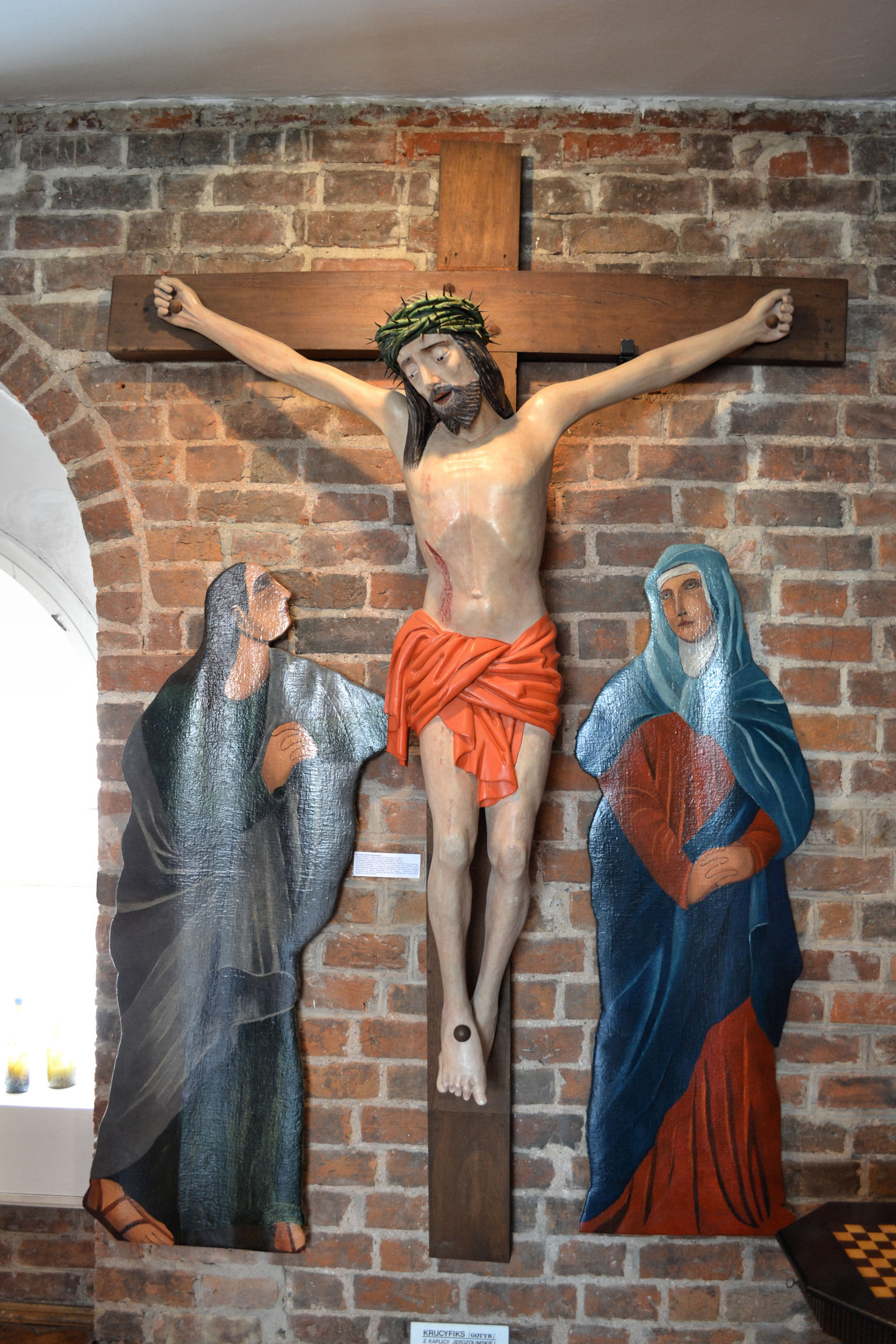
Krucyfiks z kapliczki Jerozolimskiej
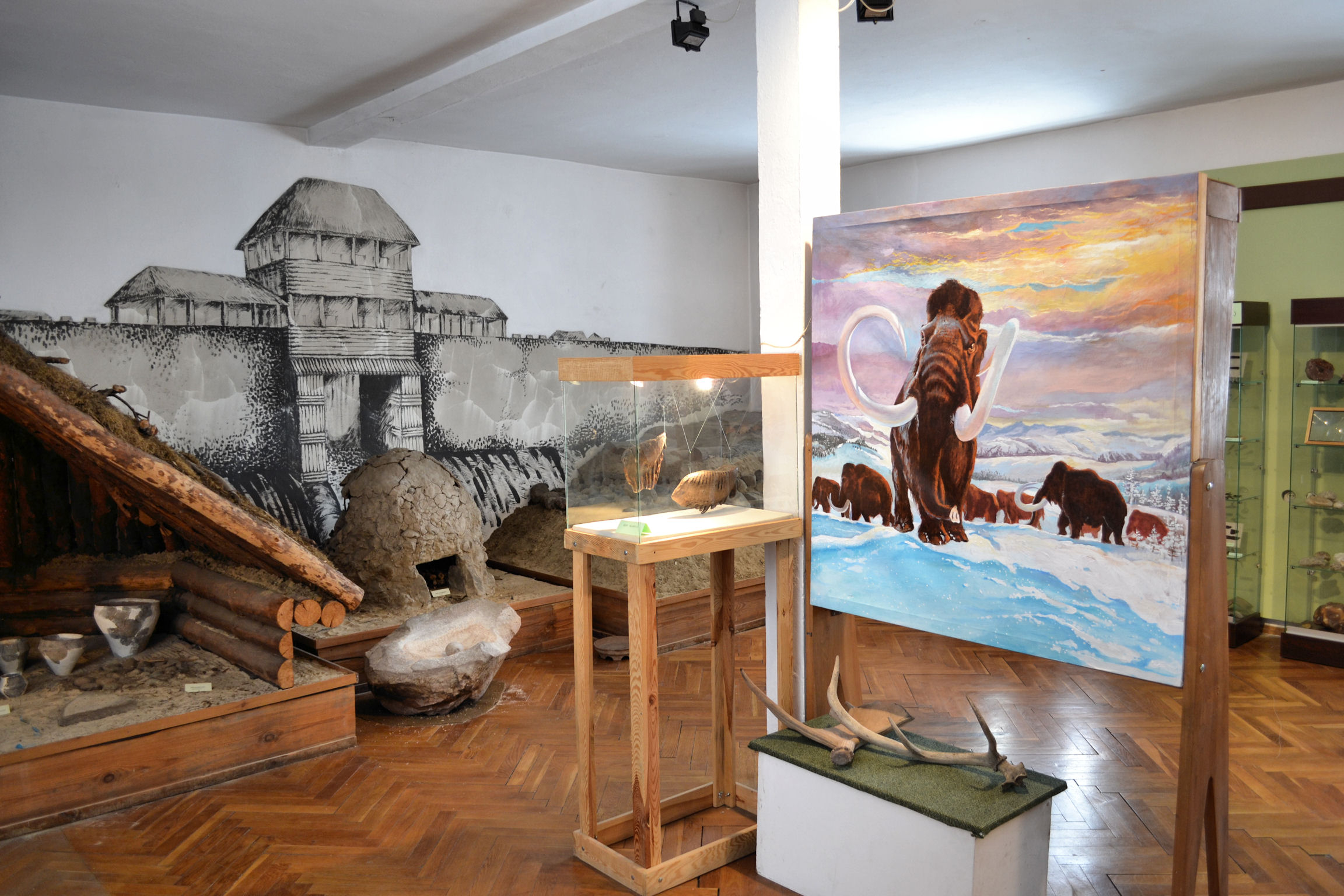
Fragment ekspozycji